# Gondola

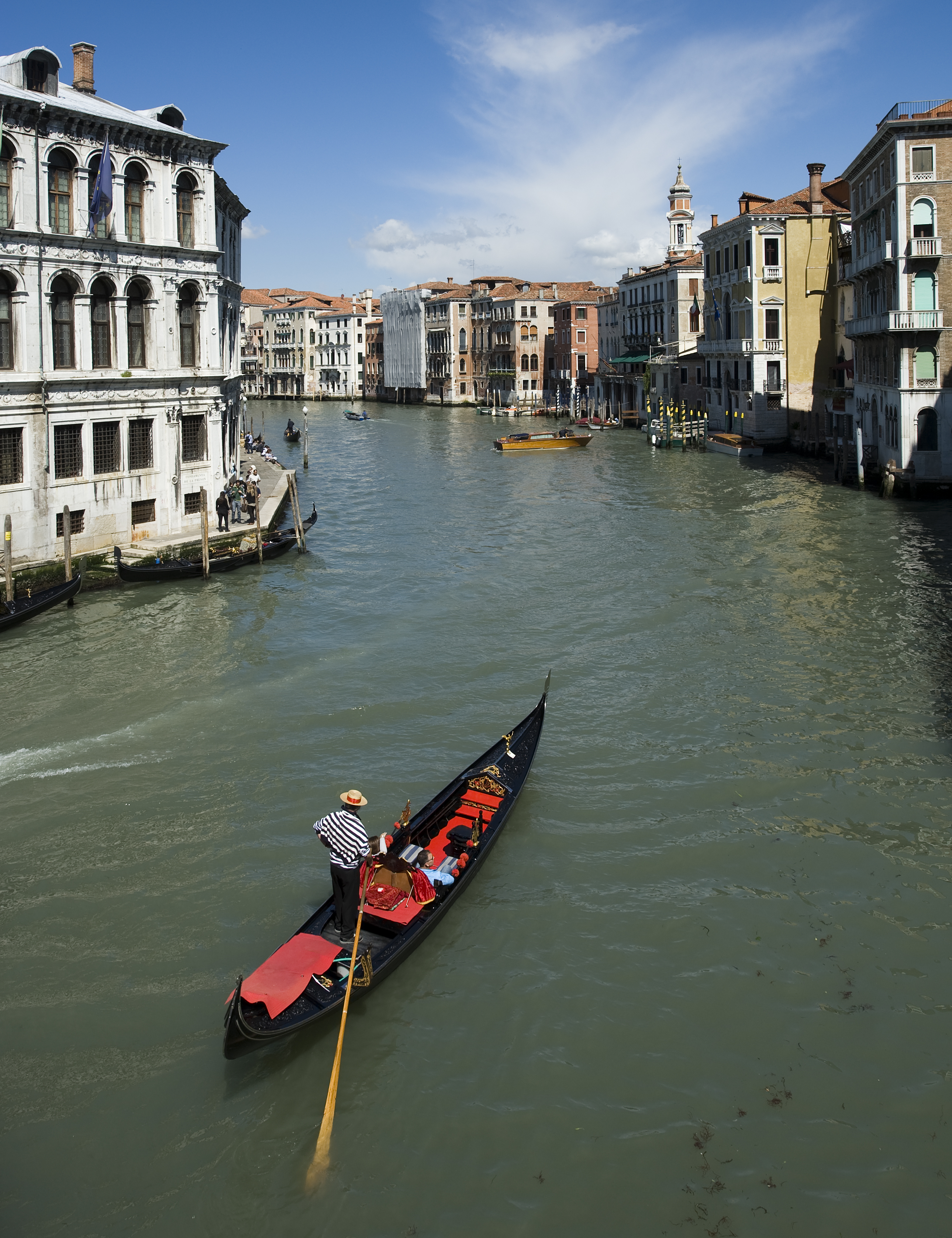
Một gondola ở Grand Canal

Gondola là một thuyền chèo truyền thống, đáy phẳng ở Venice, rất phù hợp với điều kiện của vùng đầm phá Venice. Nó tương tự như một chiếc xuồng nhưng hẹp và dài hơn. Mái chèo, không được gắn chặt vào thân tàu, được sử dụng để chèo và cũng để lái thuyền  Trong nhiều thế kỷ gondola là phương tiện chính để chuyên chở, và là loại thuyền thông dụng ở Venice. Trong thời hiện đại những chiếc thuyền này vẫn còn có một vai trò trong giao thông công cộng trong thành phố, phục vụ như traghetti (phà) trên Grand Canal. Chúng cũng được sử dụng trong các regatta đặc biệt (cuộc đua chèo thuyền) được tổ chức giữa những người chèo thuyền gondola. Vai trò chính của chúng ngày nay, tuy nhiên, là để chở khách du lịch với mức giá cố định.